# Р-Z
Р-Z — радянський багатоцільовий одномоторний літак 1930-х років — розвиток літака Р-5, створеного в ОКБ Полікарпова, полегшенням конструкції і установкою нового двигуна М-34Н (потім М-34НВ). 
Останній серійний радянський біплан — розвідник і легкий бомбардувальник. Постачався до Республіканської Іспанії, де активно використовувася як штурмовик до 1939 року. Пізніше захоплені Р-Z застосовувалися франкістами у Марокко. 
Використовувався у боях біля озера Хасан, на Халхін-Голі, під час вторгнення до Польщі 1939 року, «Зимової війни» 1939—1940 року, військової операції РСЧА проти Румунії у червні 1940 року і на першому етапі Другої світової війни.

## Історія створення
Створений в 1928 році Р-5, незважаючи на модифікації з потужнішим двигуном, не відповідав тогочасним вимогам. Його модернізація була обумовлена вимогами часу. Протоколом засідання моторно-літакової підкомісії Реввійськради СРСР від 28 квітня 1933 р вдосконалення Р-5 було віднесено до числа першочергових завдань.
З ініціативи директора заводу № 1 Олександра Беленковича були проведені роботи по встановленню нового двигуна М-34 і полегшенню конструкції.

## Серійне виробництво
У перший рік було випущено 885 Р-Z. Але вже в 1937 р він був замінений у виробництві на ліцензійний «Валті» (Vultee V-11). До цього часу був випущений 1031 P-Z.